# Fiskalflugsnappare
Fiskalflugsnappare (Sigelus silens) är en fågel i familjen flugsnappare inom ordningen tättingar.

## Utseende och läte
Fiskalflugsnapparen är en stor svartvit flugsnappare som är överraskande lik sydlig fiskaltörnskata, därav namnet. Notera dock upprätt hållning, den slanka näbben och den kortare stjärten. Den har vidare annorlunda teckning på vingar och stjärt, där fiskaltörnskatan till skillnad från flugsnapparen har ett V-format mönster på skuldrorna och vita yttre stjärtpennor, ej ett vitt fönster vid stjärtroten. Honan är mattare färgad än hanen. Arten är mestadels tystlåten, men kan ibland höras sjunga sin tunna och ljusa sång.

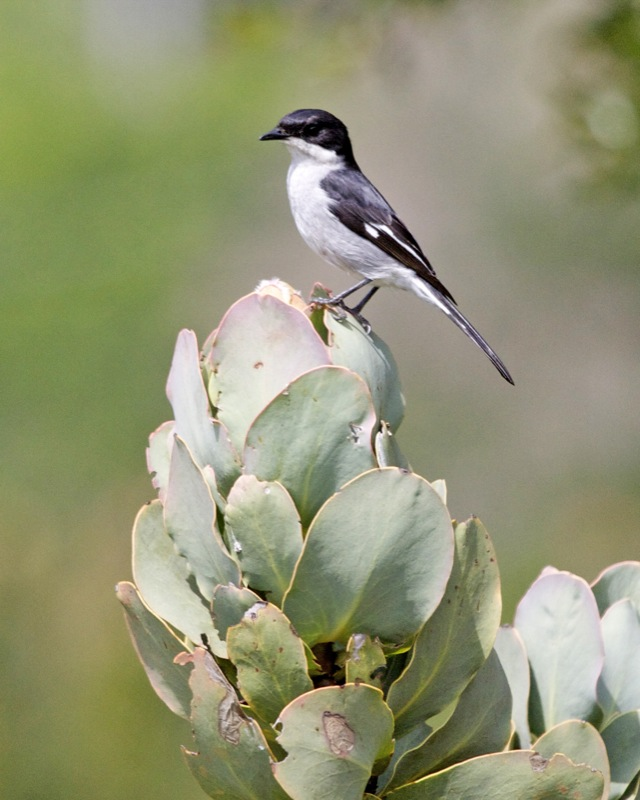

## Utbredning och systematik
Fågeln häckar i sydöstra Botswana och Sydafrika och flyttar till Moçambique. Den behandlas antingen som monotypisk eller delas in i två underarter med följande utbredning:
- lawsoni – södra Botswana och norra Sydafrika
- silens – centrala och södra Sydafrika

### Släktestillhörighet
Fågeln placeras vanligen som ensam art i släktet Sigelus. DNA-från 2016 har visat på nära släktskap med flugsnapparna i släktet Melaenornis.

## Levnadssätt
Fiskalflugsnapparen hittas i öppna miljöer som trädgårdar, parker, buskmarker och skogslandskap. Där uppträder den enstaka eller i par. Den ses ofta sitta på en exponerad plats varifrån den gör utfall för att fånga insekter i luften eller på marken.

## Status
Arten har ett stort utbredningsområde och beståndet anses stabilt. Internationella naturvårdsunionen IUCN listar den därför som livskraftig (LC).

## Namn
Fågelns namn syftar på dess ytliga likhet med fiskaltörnskatan.